# Olympische Sommerspiele 1992/Teilnehmer (Niederländische Antillen)
| Gelbes Symbol für Goldmedaillen mit stilisierten Olympischen Ringen | Graues Symbol für Silbermedaillen mit stilisierten Olympischen Ringen | Braundes Symbol für Bronzemedaillen mit stilisierten Olympischen Ringen |
| ------------------------------------------------------------------- | --------------------------------------------------------------------- | ----------------------------------------------------------------------- |
| —                                                                   | —                                                                     | —                                                                       |

Die Niederländischen Antillen nahmen an den Olympischen Sommerspielen 1992 in Barcelona, Spanien, mit einer Delegation von vier Sportlern (drei Männer und eine Frau) teil.

## Teilnehmer nach Sportarten

### Leichtathletik
- James Sharpe
110 Meter Hürden: Vorläufe

### Schießen
- Michel Daou
Trap: 54. Platz

### Segeln
- Constantino Saragoza
Windsurfen: 38. Platz

- Bep de Waard
Frauen, Windsurfen: 22. Platz